# ブックファースト

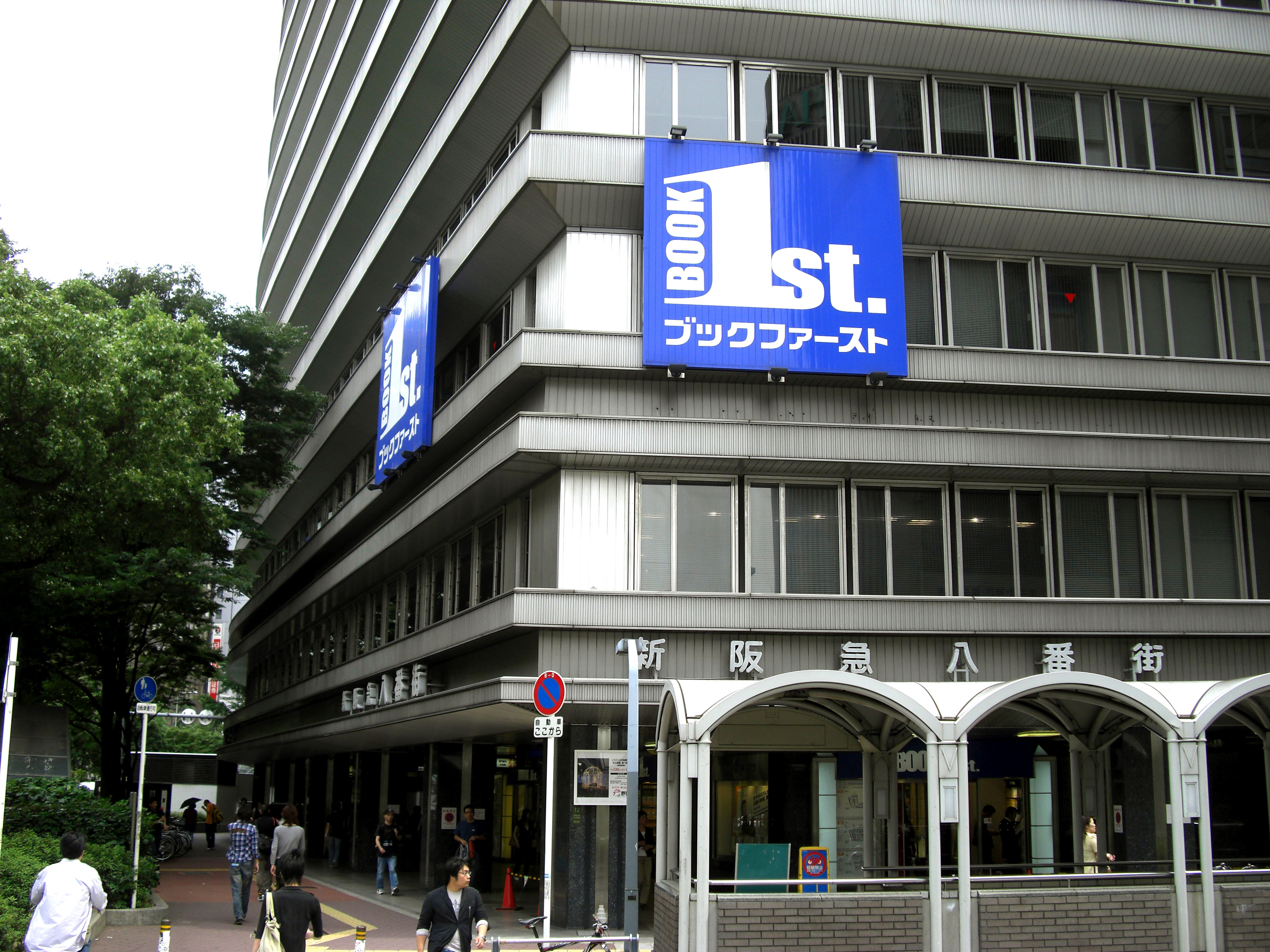
ブックファースト梅田店（2014年（平成26年）2月28日閉店）

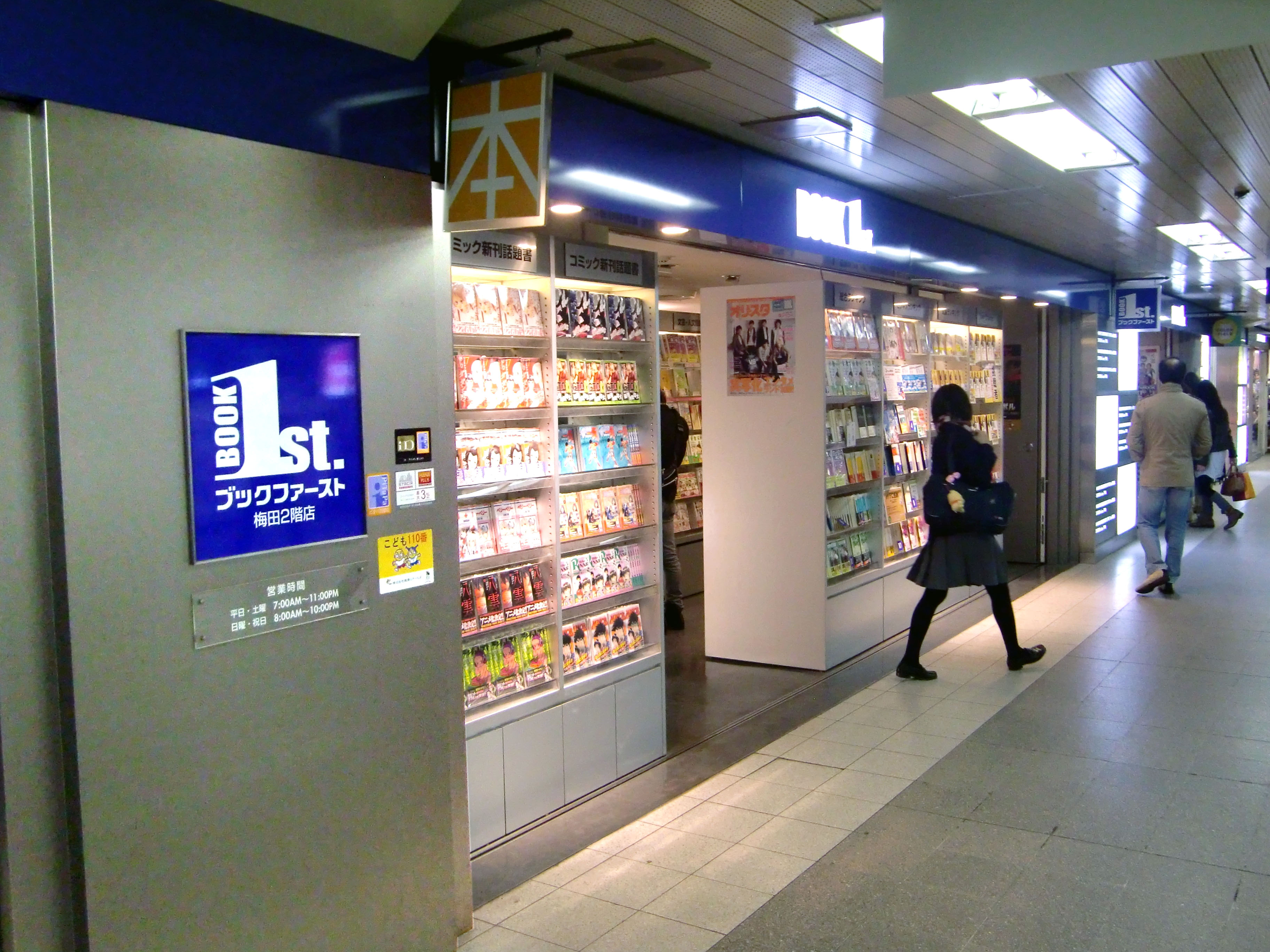
ブックファースト梅田2階店

ブックファースト（Book1st.）は、トーハンの子会社である株式会社ブックファーストが運営する書店チェーンである。
株式会社ブックファーストは、2012年（平成24年）4月1日に阪急リテールズから分社化された。2013年（平成25年）3月までは阪急阪神東宝グループの企業であったが、現在は出版取次大手のトーハンの子会社となっている。

## 歴史・概要

### 阪急構内書店としての創業
1996年（平成8年）3月24日に阪急電鉄直営の書店として同社の川西能勢口駅改札内に1号店となる店舗面積約30坪の川西店が開業したのが始まりである。
川西店の開業1週間後の同月31日には阪急電鉄西宮北口駅改札内に店舗面積約30坪の西宮店、同年12月11日には阪急電鉄梅田駅構内の2階にあるJR大阪駅連絡通路に店舗面積約53坪の梅田店を開店させており、開業初年度は阪急電鉄の駅構内に設置された一般的な規模の書店としてスタートした。
1997年（平成9年）12月1日に駅構内以外への初出店でかつ従来より少し大きめの店舗面積約130坪の大阪駅前店を阪急電鉄が管理・運営するビルである新阪急ビル1階に開業させたものの、この段階でも阪急電鉄沿線のみへの展開であった。

### 首都圏への進出と大型書店の展開
1998年（平成10年）5月6日にJR神田駅東口へ店舗面積約240坪の神田駅前店を開業したのを皮切りに東京都への進出を図り、同年6月11日には渋谷区道玄坂・文化村通りの東急百貨店本店前に店舗面積約920坪の渋谷店を開業させるなど、東京へは大型書店として進出する形となった。
この神田駅前店は開業時から東京では最も値引き率の高い5%を金券で顧客に割り戻すポイントカードを展開したため、当店周辺の競合する他の書店も同じ割引率のポイントカードを発行する5%ポイントカード戦争が展開され、近隣の書店の一部が廃業に追い込まれる状況を生み出した。
2000年（平成12年）3月17日には同じ阪急東宝グループの阪急百貨店グループが運営している横浜市のショッピングセンターモザイクモール港北内に店舗面積約180坪のモザイクモール港北店を開業させて神奈川県への進出を図り、神田駅前店で展開されたポイントカードを問題視した神奈川県書店商業組合との間で2001年（平成13年）11月23日に協議が行われて青葉台店ではポイントカードを発行しないことを約束し、2002年（平成14年）3月1日に東急電鉄青葉台駅前の青葉台東急スクエアに店舗面積約530坪の青葉台店を開業するなどその後も大型店を中心に首都圏での店舗展開を進めた。
その後も神田駅前店ではポイントカードサービスを続けていたが、2004年（平成16年）春に取次週報に発表された『ポイントカードは再販違反』という告知を受けて同年9月30日をもってポイントの付与を中止して再販制度と矛盾する事実上の値引きを止めることになった。

### 関西における駅周辺への展開の継続
首都圏で大型店を中心に出店するようになった後の2000年（平成12年）6月30日に京都市の京宝会館1階に店舗面積約364坪の大型店となる初代京都店を開業を皮切りに、同年4月1日に大阪市の阿部野橋駅・天王寺駅前の地下街あべちかに店舗面積約100坪のあべちか店、同月14日に難波駅・日本橋駅前の地下街なんばウォークに店舗面積約60坪のなんばウォーク店、その同月15日に大阪駅・梅田駅・東梅田駅前の地下街ホワイティうめだに店舗面積約60坪のコミックランド梅田店、同年11月15日に三国駅前のヴュール阪急三国1階に店舗面積約40坪の三国店、同年12月14日に阪急電鉄大宮駅に直結した大宮阪急ビル1階に店舗面積約90坪の四条大宮店と関西ではそれ程規模の大きくない店舗を駅周辺へ出店し続けた。
また、2001年（平成13年）6月11日に阪急電鉄豊中駅南改札前に開業した豊中店や2002年（平成14年）4月8日に阪急電鉄梅田駅2階の茶屋町口改札前に開業した茶屋町口店のような駅構内への店舗の展開も引き続き行われていた。

### 首都圏での駅構内や駅ビルなどへの出店
青山ブックセンターの経営破綻を受けて同社の店舗を引継いで、2004年（平成16年）8月1日には、JR新宿駅ビルの新宿ルミネ1と2の2か所に同時に出店して開業初日に2店舗合計で400万円を売上げたのを皮切りに首都圏でも都心部の駅ビルへも出店をし始めた。
2003年（平成15年）12月8日に東急大井町駅に大井町店を出店し、2005年（平成17年）1月28日には東急二子玉川駅構内に二子玉川店を出店して1日平均80万円ペースの売上を上げたのを皮切りに首都圏の駅構内への出店拡大を目指したが、その構想が新聞に報道されたことを受けて同年5月18日に東京都書店商業組合が東京都に小売商業調整特別措置法に基づく調査の申出書を提出したため、この構想は撤回に追い込まれ、同年6月15日に「事業拡大の計画は現在のところない」とする調査結果を東京都が発表することになった。
駅構内への大量出店はこうした理由で断念に追い込まれたものの、同年6月13日に東急グループが運営するクイーンズスクエア横浜のみなとみらい駅に直結するステーションコア地下3階にみなとみらい店を出店し、同年11月15日にJR大森駅ビルのアトレ大森へ出店するなど首都圏の駅に直結した商業施設への出店を進めていった。

### 大型店のスクラップアンドビルド
2004年（平成16年）4月26日、それまで新阪急ビル1階で営業していた梅田店を2階・3階にも拡張、店舗面積を約530坪としたことで大阪の旗艦店となり、大阪・京都・東京に大型書店をもつチェーンへと成長した。創業10期目の2006年（平成18年）には売上高約200億円に達して大手書店チェーンの1つとなった。
2006年（平成18年）1月末に京宝ビルの建て替えに伴い初代京都店を閉店したが、翌年2007年（平成19年）10月19日に阪急電鉄河原町駅に直結した複合商業施設のコトクロス阪急河原町の核店舗として2代目京都店を開業した。一方、建替えを目指すビルオーナーから立ち退き要求で2007年（平成19年）10月14日に首都圏の旗艦店だった渋谷店が閉店となったため、4日後の10月18日に渋谷駅前の渋谷第一勧銀ビル地下1・2階に渋谷文化村通り店を開店して渋谷地区の後継店舗とするとともに、2008年（平成20年）11月6日に新宿のモード学園コクーンタワー内に首都圏の新たな旗艦店となる新宿店を開店するなど、東西でビルの建て替えに伴う旧旗艦店の閉鎖と代替となる新たな旗艦店の出店を行うスクラップアンドビルドを結果的に行う形となった。
2010年（平成22年）3月15日から新宿店でポイントサービスを開始して、神田駅前店で展開した後再販制度との兼ね合いなどから中止していたポイント付与を復活させることになった。
大阪の旗艦店であった梅田店は、テナントとして入居していた新阪急ビルの建て替えに伴い、2014年（平成26年）2月28日をもって閉店した。

### CD売事業の縮小
かつては阪急リテールズが音楽映像ソフト専門店サウンドファーストを展開するとともに、ブックファーストでもCD売り場をもつ複合店を展開していたが、音楽や映像等のインターネット配信の広がりで売上が減少したため2011年（平成23年）6月末にサウンドファーストは全店閉鎖され、ブックファーストのCD売り場は営業を継続するもののサウンドファーストと共通だったポイントカードが廃止となるなど音楽映像ソフトの販売事業は大幅に縮小された。

### 経営母体の変更
1996年（平成8年）3月24日に阪急電鉄直営書店として1号店を開店し、その後も阪急電鉄の直営書店として営業していたが、2008年（平成20年）4月1日に他の流通事業とともに阪急電鉄から阪急リテールズに移管された。
2012年（平成24年）4月1日には株式会社ブックファーストが阪急電鉄100%出資で設立され分社化し、書籍販売を行って来た阪急リテールズのブックファースト事業を引継いで、書店部門のみで独立した形での営業を開始した。
2012年（平成24年）12月21日、書籍流通大手のトーハンが阪急電鉄の所有するブックファーストの全株式を取得することに関する合意書に調印したと発表した。
2017年（平成29年）4月1日よりあおい書店の6店の事業継承した。順々ブックファーストへ名称変更となり、横浜西口店は同年4月26日、六本木店は同年7月7日、高田馬場店は同年8月9日、西院店は同年8月31日、中野店は同年11月21日をもって名称変更した。
2021年（令和3年）7月1日より株式会社アバンティブックセンターの33店の事業を継承した。承継店舗において店舗名は変更しなかった。株式会社アバンティブックセンターは10月1日に、9月30日開催の株主総会で解散を決議したと発表し、2022年（令和4年）3月15日に登記も閉鎖された。

## 店舗
2019年（令和元年）10月現在、近畿地方では大阪府10店舗、京都府4店舗、兵庫県8店舗の計22店舗、関東地方では東京都12店舗、神奈川県3店舗、埼玉県2店舗、千葉県1店舗の計18店舗を出店している。
大阪圏の一部店舗には駸々堂書店（現在は倒産）から引き継いだところもある。
出店店舗の詳細は公式サイト内の「店舗紹介」を参照。

### 主力店舗

#### 梅田周辺
阪急電鉄のターミナル駅である大阪梅田駅周辺には、梅田駅2階JR大阪駅連絡通路の梅田2階店、同駅3階中央改札前の梅田3階店（2020年（令和2年）3月6日閉店）、同駅2階茶屋町口改札前の茶屋町口店（2020年2月28日閉店）、地下街の「ホワイティうめだ」泉の広場北のコミックランド梅田店（2019年5月6日閉店）の計4店舗が出店している。

#### 新宿店
東京圏における旗艦店である新宿店は、新宿駅西口の超高層ビル「モード学園コクーンタワー」の1階から地下2階部分の3フロア、1,090坪の規模で2008年（平成20年）11月6日に開業した。かつての渋谷店に存在した雑誌コーナー「TOKYO Magazine Center」も復活している。なお、新宿エリアでは新宿ルミネ1にも店舗がある。

#### 渋谷店→渋谷文化村通り店
関東地方では、渋谷店（1998年6月開店、旧:ONE-OH-NINE 30s）が主力店舗の1つであった。6フロア920坪の売り場で70万冊の書籍を扱っていたが、ビル建て替え工事に伴い2007年（平成19年）10月14日に閉店した。同月18日、かつて旭屋書店が出店していた渋谷第一勧銀共同ビルの地下に渋谷文化村通り店がオープンした。なお、2017年（平成29年）6月4日をもって、閉店した。

### 過去に存在した店舗
- 秋葉原店：2008年（平成20年）4月開店、2009年（平成21年）3月19日閉店
- あべちか店：2000年（平成12年）4月1日開店[2]、2010年（平成22年）2月25日閉店
- 石橋店：2004年（平成16年）5月開店、2008年（平成20年）11月28日閉店
- お台場店：2001年（平成13年）3月20日にアクアシティお台場4階に開店[2]、2008年（平成20年）6月26日閉店
- 神田駅前店：1998年（平成10年）5月6日開店、2008年（平成20年）3月29日閉店
- 旧：京都店：2000年（平成12年）6月30日開店[2]、2006年（平成18年）1月建物の建て替えに伴い閉店[34]、代わりに2007年（平成19年）10月19日にコトクロス阪急河原町に後継店舗が開店[35]。
- 武庫之荘店：2005年（平成17年）2月開店、2008年（平成20年）11月25日閉店
- 園田店：2006年（平成18年）11月開店、2010年（平成22年）2月17日閉店
- 八王子店：2007年（平成19年）3月開店、2008年（平成20年）7月13日閉店
- 城山ガーデン店：2003年（平成15年）1月20日に城山JTトラストタワー1階に開店[36]、2009年（平成21年）12月28日閉店
- みなとみらい店：2005年（平成17年）6月13日開店[12]、2010年（平成22年）8月17日閉店
- ルミネ新宿2店：2004年（平成16年）8月1日開店[9]、2011年（平成23年）11月30日閉店
- 塚口店：2005年（平成17年）9月開店、2012年（平成24年）3月28日閉店
- 梅田店：1997年（平成9年）12月1日開店[37]、2014年（平成26年）2月28日閉店
- 淀屋橋店：2004年（平成16年）3月開店、2014年（平成26年）12月12日閉店
- 銀座店：2003年（平成5年）7月開店、2017年（平成29年）3月10日閉店
- 京都店：1997年（平成9年）10月開店、2018年（平成30年）1月31日閉店
- 高田馬場店：1999年（平成11年）5月開店（あおい書店時代から）、2018年（平成30年）8月24日閉店
- 大井町店：2003年（平成15年）12月開店、2018年（平成30年）10月25日閉店
- 横浜西口店：2006年（平成11年）10月開店（あおい書店時代から）、2019年（平成31年）1月31日閉店
- 二子玉川店：2005年1月開店、2019年（平成31年）3月31日閉店
- コミックランド梅田店：2000年4月開店、2019年（令和元年）5月6日閉店
- 川西店：1996年（平成8年）3月開店、2020年（令和2年）2月11日閉店[38]
- 茶屋町口店：2002年（平成14年）4月開店、2020年（令和2年）2月28日閉店[38]
- 梅田3階店：1999年（平成11年）5月開店、2020年（令和2年）3月6日閉店[38]